# Port Ellen

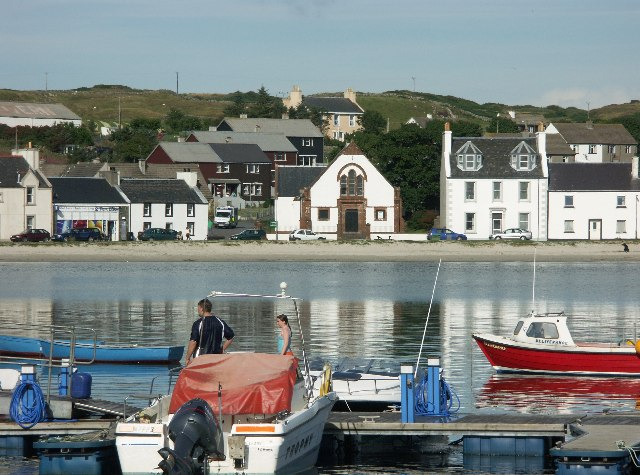
Port Ellen

Port Ellen is een dorp op het Schotse eiland Islay. Het ligt in het zuiden van het eiland en is de grootste stad van het eiland met 810 inwoners (2022).
De stad is vernoemd naar Eleanor Charteris, de vrouw van de stichter van de stad, Walter Frederick Campbell.